# Vildana Selimbegović
Vildana Selimbegović (rođ. Lolić; Travnik, 27. srpnja 1963.), bosanskohercegovačka je novinarka, glavna i odgovorna urednica dnevnog lista Oslobođenje.

## Životopis
Vildana Selimbegović je rođena u Travniku 1963. godine. U rodnom gradu je je završila osnovnu školu i klasičnu gimnaziju. Studij novinarstva na Fakultetu političkih znanosti u Sarajevu završava početkom 1987. godine, a novinarsku karijeru započinje u sarajevskim Večernjim novinama 1989. godine. U početku je radila u Sarajevskoj hronici, a nakon toga je počela izvještavati za unutrašnjo-političku rubriku. Bila je najmlađa novinarka u rubrici, a narednih godinu i po dana pratila je štrajkove sindikata. 
Od početka rata u Bosni i Hercegovini, za Večernje novine izvještavala je s prvih linija fronta Armije RBiH. U tom razdoblju napravila je oko 1.000 izvješća s terena s područja cijele Bosne i Hercegovine. Tijekom 1997. godine, kao novinarka magazina Dani, objavljivala je odlomke iz tajnih sudskih protokola s procesa iz 1994. godine, u kojima optuženi detaljno opisuju brutalna ubojstva na Kazanima. Zbog toga je na ulici i telefonom dobivala prijetnje smrću, a bomba je eksplodirala pred redakcijom Dana. Svojim djelovanjem i zalaganjem, uveliko je doprinijela memorizaciji zločina na Kazanima. Jedna je od inicijatorica podizanja spomen-obilježja na tom lokalitetu.
Od 1994. do 2008. radila je u magazinu Dani, gdje je bila urednica, pomoćnica glavnog i odgovornog urednika, zamjenica glavnog i odgovornog urednika, izvršna urednica, zamjenica ravnatelja, a u dva navrata i glavna i odgovorna urednica (2000. – 2003. i 2005. – 2008). Kao glavna i odgovorna urednica ovog magazina, bila je prva žena na toj poziciji u nekom mediju od nezavisnosti Bosne i Hercegovine. Od listopada 2008. godine, Selimbegović je glavna i odgovorna urednica Oslobođenja, najstarijeg dnevnog lista u Bosni i Hercegovini.
Za svoj profesionalan rad i angažman u dva navrata proglašavana je novinarkom godine u izboru Žene 21 (1997. i 2001.). Godine 1998. od Europske unije i Vlade SAD-a nagrađena je priznanjem za doprinos razvoju demokracije i poštovanja ljudskih prava. Godine 2015. je nagrađena u SAD-u priznanjem SAIS-a za istraživačko novinarstvo, 2017. od talijanske udruge Giavere primila je nagradu za doprinos poštovanju ljudskih prava, a iste godine proglašena je i novinarkom godine u Bosni i Hercegovini.
Potpisnica je Deklaracije o zajedničkom jeziku, u kojoj se tvrdi da se u Hrvatskoj, Bosni i Hercegovini, Srbiji i Crnoj Gori govore nacionalne standardne varijante zajedničkog policentričnog standardnog jezika.
Živi i djeluje u Sarajevu. 

## Vanjske poveznice
- Heroina: Vildana Selimbegović